# Allendorf (Frankenau)
Allendorf/Hardtberg  (Ausspracheⓘ) ist ein Stadtteil von Frankenau im nordhessischen Landkreis Waldeck-Frankenberg.

## Geographische Lage
Allendorf liegt im Kellerwald am Rand des Naturparks Kellerwald-Edersee, am Fuß des 411 m ü. NN hohen Hardtbergs. Durch den Ort verläuft die Landesstraße 3332. Hindurch fließt der Eder-Zufluss Lengelbach.

## Geschichte

### Ortsgeschichte
Die älteste bekannte schriftliche Erwähnung von Allendorf erfolgte unter dem Namen Aldendorf und wird in die Zeit 1200–1220 datiert. Ein weiteres Mal erwähnt wurde das Dorf am 21. Januar 1269 als Aldendorf. In diesem Jahr bezeugten Einwohner den Verkauf von Gütern an das Kloster Haina. Im Jahr 1482 wurde der Ort als vorübergehend wüst bezeichnet. Im gleichen Jahr gehörte der Ort zum Gericht Geismar.
Während der Zeit des napoleonischen Königreich Westphalen, von 1807 bis 1814, wurde Allendorf vom Kanton Frankenau verwaltet. Von 1821 bis 1848 gehörte der Ort dann zum Landkreis Frankenberg. Ab 1848 bis zum Jahr 1851 wurde Allendorf vom Bezirk Marburg verwaltet. Im Jahr 1851 kam der Ort wieder zum Kreis Frankenberg.
Hessische Gebietsreform (1970–1977)
Im Zuge der Gebietsreform in Hessen wurde die bis dahin selbstständige Gemeinde Allendorf zum 1. Februar 1971 auf freiwilliger Basis ein Stadtteil der Stadt Frankenau. Für Allendorf wurde wie für die übrigen Stadtteile von Frankenau ein Ortsbezirk mit Ortsbeirat und Ortsvorsteher nach der Hessischen Gemeindeordnung eingerichtet.

### Verwaltungsgeschichte im Überblick
Die folgende Liste zeigt die Staaten und Verwaltungseinheiten, denen Allendorf angehört(e):
- vor 1567: Heiliges Römisches Reich, Landgrafschaft Hessen
- ab 1567: Heiliges Römisches Reich, Landgrafschaft Hessen-Marburg, Amt Frankenberg-Wolkersdorf
- 1604–1648: Heiliges Römisches Reich, Herrschaft Itter, strittig zwischen Hessen-Kassel und Hessen-Darmstadt (Hessenkrieg)[8]
- ab 1648: Heiliges Römisches Reich, Landgrafschaft Hessen-Kassel, Amt Frankenberg
- ab 1806 Landgrafschaft Hessen-Kassel, Amt Frankenberg
- 1807–1813: Königreich Westphalen, Departement der Werra, Distrikt Marburg, Kanton Frankenau
- ab 1815: Kurfürstentum Hessen, Amt Frankenberg[9]
- ab 1821: Kurfürstentum Hessen, Provinz Oberhessen, Kreis Frankenberg[10][Anm. 2]
- ab 1848: Kurfürstentum Hessen, Bezirk Marburg
- ab 1851: Kurfürstentum Hessen, Provinz Oberhessen, Kreis Frankenberg
- ab 1867: Norddeutscher Bund[Anm. 3], Königreich Preußen, Provinz Hessen-Nassau, Regierungsbezirk Kassel, Kreis Frankenberg
- ab 1871: Deutsches Reich, Königreich Preußen, Provinz Hessen-Nassau, Regierungsbezirk Kassel, Kreis Frankenberg
- ab 1918: Deutsches Reich, Freistaat Preußen, Provinz Hessen-Nassau, Regierungsbezirk Kassel, Kreis Frankenberg
- ab 1944: Deutsches Reich, Freistaat Preußen, Provinz Kurhessen, Landkreis Frankenberg
- ab 1945: Amerikanische Besatzungszone, Groß-Hessen, Regierungsbezirk Kassel, Landkreis Frankenberg
- ab 1946: Amerikanische Besatzungszone, Land Hessen, Regierungsbezirk Kassel, Landkreis Frankenberg
- ab 1949: Bundesrepublik Deutschland, Land Hessen, Regierungsbezirk Kassel, Landkreis Frankenberg
- ab 1971: Bundesrepublik Deutschland, Land Hessen, Regierungsbezirk Kassel, Landkreis Frankenberg, Stadt Frankenau[Anm. 4]
- ab 1974: Bundesrepublik Deutschland, Land Hessen, Regierungsbezirk Kassel, Landkreis Waldeck-Frankenberg, Stadt Frankenau

### Bevölkerung
Einwohnerstruktur 2011
Nach den Erhebungen des Zensus 2011 lebten am Stichtag dem 9. Mai 2011 in Allendorf 183 Einwohner. Darunter waren keine Ausländer.
Nach dem Lebensalter waren 33 Einwohner unter 18 Jahren, 50 waren zwischen 18 und 49, 51 zwischen 50 und 64 und 39 Einwohner waren älter. Die Einwohner lebten in 81 Haushalten. Davon waren 21 Singlehaushalte, 27 Paare ohne Kinder und 24 Paare mit Kindern, sowie 6 Alleinerziehende und keine Wohngemeinschaften. In 18 Haushalten lebten ausschließlich Senioren und in 39 Haushaltungen leben keine Senioren.
Einwohnerentwicklung
| • 1577: | 21 Hausgesesse   |
| • 1747: | 18 Haushaltungen |

| Allendorf bei Frankenau: Einwohnerzahlen von 1834 bis 2019 | Allendorf bei Frankenau: Einwohnerzahlen von 1834 bis 2019 | Allendorf bei Frankenau: Einwohnerzahlen von 1834 bis 2019 | Allendorf bei Frankenau: Einwohnerzahlen von 1834 bis 2019 | Allendorf bei Frankenau: Einwohnerzahlen von 1834 bis 2019 |
| --- | ---------------------------------------------------------- | ---------------------------------------------------------- | ---------------------------------------------------------- | ---------------------------------------------------------- |
| Jahr |                                                            |                                                            |                                                            | Einwohner                                                  |
| 1834 | 1834                                                       |                                                            | 164                                                        | 164                                                        |
| 1840 | 1840                                                       |                                                            | 203                                                        | 203                                                        |
| 1846 | 1846                                                       |                                                            | 183                                                        | 183                                                        |
| 1852 | 1852                                                       |                                                            | 193                                                        | 193                                                        |
| 1858 | 1858                                                       |                                                            | 172                                                        | 172                                                        |
| 1864 | 1864                                                       |                                                            | 169                                                        | 169                                                        |
| 1871 | 1871                                                       |                                                            | 159                                                        | 159                                                        |
| 1875 | 1875                                                       |                                                            | 155                                                        | 155                                                        |
| 1885 | 1885                                                       |                                                            | 144                                                        | 144                                                        |
| 1895 | 1895                                                       |                                                            | 153                                                        | 153                                                        |
| 1905 | 1905                                                       |                                                            | 132                                                        | 132                                                        |
| 1910 | 1910                                                       |                                                            | 125                                                        | 125                                                        |
| 1925 | 1925                                                       |                                                            | 127                                                        | 127                                                        |
| 1939 | 1939                                                       |                                                            | 127                                                        | 127                                                        |
| 1946 | 1946                                                       |                                                            | 216                                                        | 216                                                        |
| 1950 | 1950                                                       |                                                            | 207                                                        | 207                                                        |
| 1956 | 1956                                                       |                                                            | 151                                                        | 151                                                        |
| 1961 | 1961                                                       |                                                            | 146                                                        | 146                                                        |
| 1967 | 1967                                                       |                                                            | 133                                                        | 133                                                        |
| 1980 | 1980                                                       |                                                            | ?                                                          | ?                                                          |
| 1990 | 1990                                                       |                                                            | ?                                                          | ?                                                          |
| 2000 | 2000                                                       |                                                            | ?                                                          | ?                                                          |
| 2010 | 2010                                                       |                                                            | ?                                                          | ?                                                          |
| 2011 | 2011                                                       |                                                            | 183                                                        | 183                                                        |
| 2016 | 2016                                                       |                                                            | 172                                                        | 172                                                        |
| 2019 | 2019                                                       |                                                            | 164                                                        | 164                                                        |
| Datenquelle: Historisches Gemeindeverzeichnis für Hessen: Die Bevölkerung der Gemeinden 1834 bis 1967. Wiesbaden: Hessisches Statistisches Landesamt, 1968. Weitere Quellen: LAGIS; nach 1970: Stadt Frankenau:; Zensus 2011 |                                                            |                                                            |                                                            |                                                            |

Historische Religionszugehörigkeit
| • 1885: | 144 evangelische (= 100,00 %) Einwohner                          |
| • 1961: | 141 evangelische (= 96,58 %), 5 katholische (= 3,42 %) Einwohner |

## Kirche
Die evangelische Kirche steht am Ortsrand. Sie wurde 1739 in Fachwerk errichtet. Der massive Chor ist leicht eingezogen. 1950 wurde der Saal massiv unterfangen. Das Walmdach ist mit einem oktogonalen Dachreiter bekrönt. Die flache Decke im Innenraum ruht auf einem achteckigen Pfeiler, die Emporen stehen an drei Seiten. Die Kanzel ist eine Arbeit aus dem 18. Jahrhundert. Gemeinsam mit Louisendorf gehört Allendorf zum evangelischen Pfarramt Ellershausen.

## Vereine
Die drei größten Vereine in Allendorf/Hardtberg sind der Schützenverein Allendorf/Hardtberg, die Feuerwehr Allendorf/Hardtberg und der Heimatverein Allendorf/Hardtberg.

## Infrastruktur
Im Ort gibt es einen Spielplatz  und ein Heimatmuseum.